# Erra, Estland
Erra är en småköping (estniska: alevik) i nordöstra Estland. Den ligger i Sonda kommun och landskapet Ida-Virumaa, 130 km öster om huvudstaden Tallinn. Erra ligger 53 meter över havet och antalet invånare är 130.
Terrängen runt Erra är platt. Runt Erra är det ganska tätbefolkat, med 111 invånare per kvadratkilometer. Närmaste större samhälle är Kohtla-Järve, 16 km öster om Erra. Trakten runt Erra består till största delen av jordbruksmark.
Inlandsklimat råder i trakten. Årsmedeltemperaturen i trakten är 2 °C. Den varmaste månaden är juli, då medeltemperaturen är 18 °C, och den kallaste är februari, med −12 °C.